# See
See és una sèrie de televisió de ciència-ficció dels Estats Units produïda per Apple TV+ i protagonitzada per Jason Momoa i Alfre Woodard. La sèrie està ambientada en una distopia post-apocalíptica en un futur llunyà on una tribu creu que dos dels seus nens tenen el poder mític de veure. Està escrita per Steven Knight i dirigida per Francis Lawrence. També en formen part del repartiment Sylvia Hoeks, Hera Hilmar i Christian Camargo.
Es va estrenar el 1r de novembre de 2019. La segona temporada es va estrenar el 27 d'agost de 2021, després que el rodatge es retardés a causa de la pandèmia per coronavirus. La tercera i última temporada s'estrenarà el 26 d'agost de 2022 i consta de vuit episodis.